# 王建华 (1952年)
王建华（1952年7月—），山东莱阳人，汉族，曾任中共连云港市委书记、江苏银行党委书记。
1980年起先后担任南京市统计局办公室副主任、综合处处长、投入产出办副主任、南京市计委处长(其间：1981年在南京金陵职业大学中文系毕业)；1993年任南京市计划委员任副主任、南京市口岸管理委员会主任(其间：1995年至企96年在南京师范大学经济法政学院研究生班学习)；1996年起任南京市江宁县县长、江宁开发区管委会主任、中共江宁县委书记、江宁县人大主任、中共南京市江宁区委书记、中共南京市委常委(其间：1997年至1998年在澳大利亚麦柏瑞大学学习，获经济学硕士学位)；2005年6月升任中共连云港市市委书记。2011年10月，转任江苏沿海地区发展领导小组副组长、江苏银行党委书记。2017年2月15日，江苏省纪委宣布王建华涉嫌严重违纪，正接受组织调查。2019年7月，王建华因受贿罪被南通中级人民法院判处有期徒刑十三年，并罚金250万元。

## 负面报道
2000年初在任南京江宁区委书记时与中浙开发商涉嫌违规操作，致使30万平方的左邻右里小区无人防工程，涉及几千万人防费去向不明。